# 東海市立平洲小学校
東海市立平洲小学校（とうかいしりつへいしゅうしょうがっこう）は、愛知県東海市荒尾町にある公立小学校。

## 概要
- 東海市北部の小学校であり、校区は名和町（荒尾堺）、荒尾町（池下（一部）、イノ割、稲葉、上ﾉ山、大窪、大城 、大脇、上畑、加家、片坂、金山、カノ割（一部）、木下、木戸畑、北見田、熊ノ山、源氏山、御幣土、山王（一部）、山王前、清水入、下畑、昇録、神田、外山、タノ割、チノ割、トノ割、土坪、天ノ根（一部）、中新田、仲田（一部）、梨ノ木、中切、仲田（一部）、中屋敷、西廻間、西丸山、西屋敷（一部）、西ノ木戸、西川、二本木、祢崎、畑田、東川、東丸山、東屋敷（一部）、一ツ根、平古、船江、仏供田、福部（一部）、本田池、前田（一部）、丸根、南脇、峰脇、見晴、水深、宮ノ川、向前田（一部）、ヨノ割、寄亀、リノ割、レノ割、ワノ割、別出シ、脇ノ田）、東海町1-7丁目、富貴ノ台1-6丁目、中央町5丁目、富木島町（上り戸、石根、北屋敷、中屋敷、八幡下、八幡南、八丁ケ根、東扇廻間、前田面、南屋敷、峰畑）である。公立中学校の進学先は東海市立上野中学校及び、東海市立平洲中学校である[1]。
- 校名は、現在の東海市荒尾町（旧・尾張国知多郡平島村）出身の儒学者、細井平洲に因む。
- 平洲小学校のイメージキャラクターとして「じんちゃん」がある。2007年の開校100周年記念に制定したもので、細井平洲の通称の甚三郎に因んで名づけられた。

## 沿革
元は知多郡上野町の東部（旧・荒尾村、富木島村）の小学校である。1965年に富木島小学校を、1969年に明倫小学校、1974年に渡内小学校を分離している。
- 1907年（明治40年）1月1日 - 荒尾尋常小学校と富木島尋常小学校[注釈 1]を統合し、上野第二尋常高等小学校として開校する。
- 1910年（明治43年） - 現在地に校舎が完成する。
- 1916年（大正5年） - 校舎を増築する。
- 1927年（昭和2年） - 校舎を増築する。
- 1935年（昭和10年） - 校舎を増築する。
- 1937年（昭和12年） - 創立30周年記念式典を行う。細井平洲先生銅像を建立する。
- 1940年（昭和15年）2月11日 - 上野村が町制施行し、上野町となる。
- 1941年（昭和16年）4月1日 - 平洲国民学校に改称する。
- 1942年（昭和17年） - 金属類回収令により、細井平洲先生銅像を供出する。
- 1946年（昭和21年） - 校舎を増築する。
- 1947年（昭和22年）4月1日 - 上野町立平洲小学校に改称する。
- 1957年（昭和32年） - 本館（鉄筋コンクリート造）が完成する。
- 1960年（昭和35年） - 細井平洲先生銅像を再建する。
- 1964年（昭和39年） - 校内に分校が設置される。
- 1965年（昭和40年）4月 - 分校が独立し、上野町立富木島小学校として開校する。
- 1967年（昭和42年） - 中館（鉄筋コンクリート造）が完成する。
- 1969年（昭和44年）4月1日 -
  - 上野町と横須賀町が合併し、東海市が発足。同時に東海市立平洲小学校に改称する。
  - 東海市立明倫小学校を分離する。
- 1970年（昭和45年） - 校舎を増築する。
- 1971年（昭和46年） - 体育館が完成する。
- 1973年（昭和48年）4月 - 校内に分校を設置する。
- 1974年（昭和49年）4月 - 分校が独立し、東海市立渡内小学校として開校する。
- 1975年（昭和50年） - 校舎（現・南校舎）、体育館が完成する。
- 1978年（昭和53年） - 西館が完成する。

## 交通アクセス
- 名鉄常滑線新日鉄前駅下車、徒歩約25分。
- らんらんバス北ルート「平洲小学校北」バス停より徒歩すぐ。

## 周辺施設
- 星城大学
- 愛知県立東海商業高等学校
- 東海市立平洲中学校
- 東海市立富木島中学校
- 東海市立上野中学校
- 東海市立明倫小学校
- 東海市立渡内小学校
- 東海市立中央図書館
- 東海市立平洲保育園
- 東海市役所
- 大池公園
- 細井平洲誕生地
- 平洲記念館・郷土資料館
- アピタ東海荒尾店
- DCM東海店